# Karl Kittinger
Karl Kittinger (2. prosince 1857 Karlstein an der Thaya – 21. prosince 1920 Vídeň) byl rakouský politik, na počátku 20. století poslanec Říšské rady.

## Biografie
Vychodil národní školu a nižší reálnou školu. Působil jako poštmistr v rodném Karlstein an der Thaya. Angažoval se v politice jako člen německých politických stran. Byl poslancem Dolnorakouského zemského sněmu.
Na počátku 20. století se zapojil i do celostátní politiky. Ve volbách do Říšské rady roku 1901 získal mandát v Říšské radě (celostátní zákonodárný sbor) za kurii venkovských obcí, obvod Zwettl, Waidhofen an der Thaya atd. Do parlamentu se po několikaleté přestávce vrátil ve volbách do Říšské rady roku 1911, kdy byl zvolen v obvodu Dolní Rakousy 37. Usedl do poslanecké frakce Německý národní svaz, do které se sloučily německé konzervativně-liberální a nacionální politické proudy. Ve vídeňském parlamentu setrval až do zániku monarchie. K roku 1911 se profesně uvádí jako zemský poslanec a poštmistr.
V letech 1918–1919 zasedal jako poslanec Provizorního národního shromáždění Německého Rakouska (Provisorische Nationalversammlung), nyní za Německou nacionální stranu (DnP). Od 4. března 1919 do 9. listopadu 1920 byl poslancem Ústavodárného národního shromáždění Rakouska za Velkoněmeckou nacionální stranu (GdP). V letech 1918–1919 vykonával funkci náměstka zemského hejtmana Dolních Rakous.